# Megaleporinus obtusidens
La boga (Megaleporinus obtusidens) es una especie de pez actinopterigio caraciforme sudamericano de la familia Anostomidae que abunda en cursos fluviales en toda la cuenca del río Paraná, Río de la Plata, río Uruguay, río Paraguay, río São Francisco (y todos los demás integrantes de las cuencas y tributarios como el Bermejo, Pilcomayo, río Salí/Dulce, río Juramento/Salado); tanto en sus cursos mayores y arroyos como también en lagos y lagunas, protegiéndose entre piedras y vegetación acuática.

## Nombres comunes
Es conocida popularmente en Brasil como "piavuçu" (pi'au = piel manchada, uçu = grande; en tupí-guaraní) o "piapara".

## Descripción
Es una especie migratoria, omnívora, se alimenta de granos, semillas y vegetales, invertebrados y peces pequeños. Prefiere las aguas profundas.
Sus proporciones corpóreas son extremadamente variables de acuerdo al área, seguramente influenciado por diferentes ofertas de alimentación, oportunidades y explotación, y a variantes locales subespecíficas. En el Río de la Plata L. obtusidens pesa en promedio 2 kg, con máximos de 5 kg; en el curso superior del Paraná es de 4,5 kg; en su curso medio hay especímenes de boga sobre 7 kg (con excepcionales desarrollos de 9 kg). En las cooperativas de pescadores de Santa Fe (capital) y de Rosario (Argentina) es infrecuente encontrarse con formidables ejemplares de 10 kg. Los adultos alcanzan largos de 40 a 100 cm.